# Sam Taylor-Johnson
Samantha "Sam" Taylor-Johnson, ursprungligen Taylor-Wood, född 4 mars 1967 i Croydon, är en brittisk filmregissör, fotograf och konstnär.

## Biografi
Taylor-Johnsons konstnärliga bana började efter examen vid Goldsmith's College 1990. I sitt konstnärskap använder hon ofta fotografi, film, videoinstallationer och ljud. 1997 vann hon pris som mest lovande konstnär på Venedigbiennalen och året därefter blev hon nominerad till Turnerpriset. Sedan 2004 finns ett videoporträtt som visar David Beckham, utfört av Taylor-Johnson, på National Portrait Gallery i London.
Sam Taylor-Johnson långfilmsdebuterade 2009 med filmatiseringen av John Lennons barndom i Nowhere Boy. Både Nowhere Boy och hennes tidigare kortfilm Love You More har blivit nominerade till BAFTA. 2015 hade den uppmärksammade filmen Fifty Shades of Grey premiär.

## Privatliv
Under inspelningen av Nowhere Boy blev Taylor-Wood ett par med huvudrollsinnehavaren Aaron Johnson med vilken hon idag är gift och har två döttrar tillsammans med. Sedan giftermålet 2012 heter båda två Taylor-Johnson i efternamn. Hon har även två döttrar i ett tidigare äktenskap med konsthandlaren Jay Jopling.

## Filmografi (i urval)
- 2008 – Love You More (kortfilm)
- 2009 – Nowhere Boy
- 2015 – Fifty Shades of Grey
- 2024 – Back to Black

## Utmärkelser
- Officer av Brittiska imperieorden,  2011

[Redigera Wikidata]